# Дитрих II (Лужица)
Дитрих II (на немски: Dietrich II, * пр. 27 февруари 1142, † 9 февруари 1185) от род Ветини е от 1156/57 г. маркграф на Остмарк/Лужица с по-късна резиденция на замък Ландсберг.
Той е вторият син на маркграф Конрад I от Майсен (1098 – 1157) и Луитгард от Равенщайн († 1146). По-големият му брат е Ото Богатия (1125 – 1190), маркграф на Майсен.
След оттеглянето на баща му през 1156 г. той получава маркграфството Остмарк/Лужица (Лаузиц) от император Фридрих I Барбароса.
Маркграф Дитрих си подготвя замък Ландсберг източно от Хале за резиденция на своето княжество. Той е голям противник на херцог Хайнрих Лъв и води против него битки. Дитрих има трайна добра връзка с император Фридрих Барбароса и го подкрепя през 1177 г. във Венеция при мирния конгрес с папа Александър III.
Дитрих умира на 9 февруари 1185 г. след дълго боледуване. Той се разболял през 1184 г. при дворцовия празник на императора в Майнц. Погребан е в Св. Петър в Лаутерберг, понеже фамилната гробница в Добрилугк не била готова. Неговият по-малък брат Дедо фон Рохлиц-Гройч го последва като маркграф, след като платил на Фридрих Барбароса 4000 сребърни марки.
Дитрих е първият маркграф на Остмарк/Лужица със собствена печатница на монети.

## Фамилия
Дитрих е женен от ок. 1142 г. за Доброниега Лудгарда (Добронега, Лукардис, 1128/1135 – 1160), дъщеря на полския херцог Болеслав III Кривоусти и втората му съпруга Саломея фон Берг-Шелклинген. С нея той има две деца:
- Конрад († 1175 при турнир)
- Гертруд, монахиня в Гербщет

С любовницата си Кунигунда фон Пльотцкау († сл. 1147), вдовицата на убития в Светите земи граф Бернхард II фон Пльотцкау († 1147), той има син:
- Дитрих († 1215), епископ на Мерзебург